# Hòa Bình (xã), thành phố Hòa Bình
Hòa Bình là một xã thuộc thành phố Hòa Bình, tỉnh Hòa Bình, Việt Nam.

## Địa lý
Xã Hòa Bình nằm ở phía tây thành phố Hòa Bình, có vị trí địa lý:
- Phía đông giáp các phường Hữu Nghị, Phương Lâm, Tân Hòa, Tân Thịnh
- Phía tây giáp huyện Đà Bắc
- Phía nam giáp phường Thái Bình
- Phía bắc giáp xã Yên Mông.

Xã Hòa Bình có diện tích 27,72 km², dân số năm 2018 là 3.030 người, mật độ dân số đạt 109 người/km².

## Lịch sử
Trước năm 1945, Hòa Bình là một xã thuộc tổng Hòa Bình, châu Kỳ Sơn.
Tháng 1 năm 1948, Ủy ban kháng chiến hành chính Liên khu III quyết định chuyển xã Hòa Bình về châu Mai Đà. Tuy nhiên đến tháng 1 năm 1951, xã Hòa Bình lại được chuyển về huyện Kỳ Sơn.
Ngày 3 tháng 8 năm 1978, Bộ trưởng Phủ Thủ tướng ban hành Quyết định 134-BT. Theo đó, chuyển xã Hòa Bình về thị xã Hòa Bình quản lý.
Đến năm 2018, xã Hòa Bình có diện tích 21,22 km², dân số là 2.437 người, mật độ dân số đạt 115 người/km².
Ngày 17 tháng 12 năm 2019, Ủy ban Thường vụ Quốc hội ban hành Nghị quyết số 830/NQ-UBTVQH14 về việc sắp xếp các đơn vị hành chính cấp huyện, cấp xã thuộc tỉnh Hòa Bình (nghị quyết có hiệu lực từ ngày 1 tháng 1 năm 2020). Theo đó, sáp nhập toàn bộ 6,50 km² diện tích tự nhiên và 593 người của hai xóm Bích Trụ và Tiểu Khu thuộc xã Thái Thịnh vừa giải thể vào xã Hòa Bình.
Sau khi điều chỉnh, xã Hòa Bình có 27,72 km² diện tích tự nhiên, dân số là 3.030 người.